# Dağdağan
Dağdağan (armeniska: K’rasni, Քրասնի, ryska: Красны, armeniska: K’arrasni, Քառասնի, K’rrasni, Քռասնի) är en ort i Azerbajdzjan.   Den ligger i distriktet Xocalı Rayonu, i den centrala delen av landet, 270 km väster om huvudstaden Baku. Dağdağan ligger 962 meter över havet och antalet invånare är 213.
Terrängen runt Dağdağan är kuperad. Runt Dağdağan är det ganska glesbefolkat, med 27 invånare per kvadratkilometer.. Närmaste större samhälle är Müşkapat, 14,0 km öster om Dağdağan. 
Omgivningarna runt Dağdağan är en mosaik av jordbruksmark och naturlig växtlighet.